# Света Луција (Опртаљ)
Света Луција (хрв. Sveta Lucija, итал. Santa Lucia) је насељено место у општини Опртаљ, Истарска жупанија, Хрватска.

## Историја
До територијалне реорганизације у Хрватској била је у саставу старе општине Бује.

## Становништво
У попису становништва из 2011. године, Света Луција је имала 44 становника.
| Број становника према пописима | Број становника према пописима | Број становника према пописима | Број становника према пописима | Број становника према пописима | Број становника према пописима | Број становника према пописима | Број становника према пописима | Број становника према пописима | Број становника према пописима | Број становника према пописима | Број становника према пописима | Број становника према пописима | Број становника према пописима | Број становника према пописима | Број становника према пописима |
| ------------------------------ | ------------------------------ | ------------------------------ | ------------------------------ | ------------------------------ | ------------------------------ | ------------------------------ | ------------------------------ | ------------------------------ | ------------------------------ | ------------------------------ | ------------------------------ | ------------------------------ | ------------------------------ | ------------------------------ | ------------------------------ |
| 1857                           | 1869                           | 1880                           | 1890                           | 1900                           | 1910                           | 1921                           | 1931                           | 1948                           | 1953                           | 1961                           | 1971                           | 1981                           | 1991                           | 2001                           | 2011                           |
| 0                              | 0                              | 278                            | 285                            | 306                            | 336                            | 0                              | 0                              | 288                            | 267                            | 172                            | 94                             | 77                             | 50                             | 41                             | 44                             |

Напомена: Од 1890. до 1910. и од 1948. до 1961. исказивано под именом Света Луција, а од 1971. до 1991. под именом Луција. Године 1857, 1869, 1921. и 1931. подаци су садржани у насељу Опртаљ, као и део података из 1880. Исказује се као насеље од 1953.